# Havay
Havay est une section de la commune belge de Quévy, située en Région wallonne dans la province de Hainaut.

## Évolution démographique
- Sources : INS, Rem. : 1831 jusqu'en 1970 = recensements, 1976 = nombre d'habitants au 31 décembre.

## Histoire du village
On y a trouvé des vestiges préhistoriques et romains : une hache en silex de l’âge de pierre, une chaussée romaine ainsi que des monnaies de Domitien.
Le village, avec sa dépendance Ihy, a une origine très ancienne et a été cité dans le testament de Sainte-Aldegonde en 661.< ;/p>
La seigneurie principale dépendait de la terre et du duché d’Havré et fut la propriété successive des Enghien-Havré (XIIIe siècle), des Harcourt (1423), des Orléans, des comtes de Dunois, des ducs de Longueville et des Croy d’Havré (1518) qui la conservèrent jusqu’à la fin de l’ancien régime (1792).
Outre la seigneurie principale appartenant aux seigneurs d’Havré, on y trouvait les seigneuries de La Haye de Ladeuze, de Beaudroit, de l’abbaye de Saint-Pierre d’Haumont et le fief d’Aubechies. Le fief de La Haye qui relevait de la terre de Ligne, appartenait en 1555 à Godefroid Vinchant, de Mons.
Au XIIe siècle, Havay et Ihy formaient une paroisse qui devint plus tard un secours de la paroisse de Goegnies-Chaussée. La collation de la cure revenait à l’abbaye de Liessies.
Il y avait deux fermes importantes : les fermes de Bois-Bourdon et de Beauvoir. Cette dernière fut le théâtre, à la fin du XVIIIe siècle, d’un acte de brigandage commis par la bande de Moneuse.
Au XIXe siècle, les Filles de Marie de Pesches s’installèrent à Havay dans le but d’instruire les jeunes filles de l’entité (1860).
La Première Guerre mondiale en a fait un village martyr. En effet, de février 1918 à l’Armistice, le village a servi de champs d’expérience pour les bombardements aériens par lesquels il fut très endommagé.
Havay demeure rurale ; l’agriculture et l’élevage dominent.

## Liste des bourgmestres de 1830 à 1977
À noter que les bourgmestres, de 1836 à 1940, étaient issus de la famille Derbaix, propriétaire de la ferme Beauvoir.

## Galerie

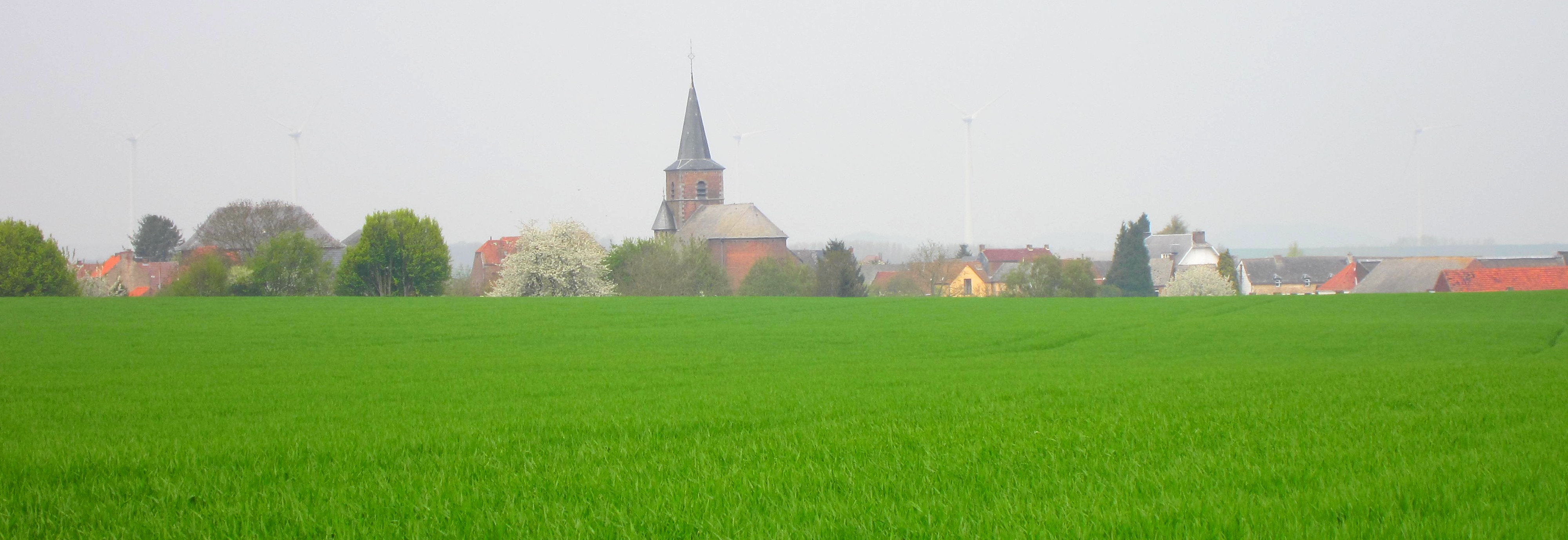
Vue panoramique du village.
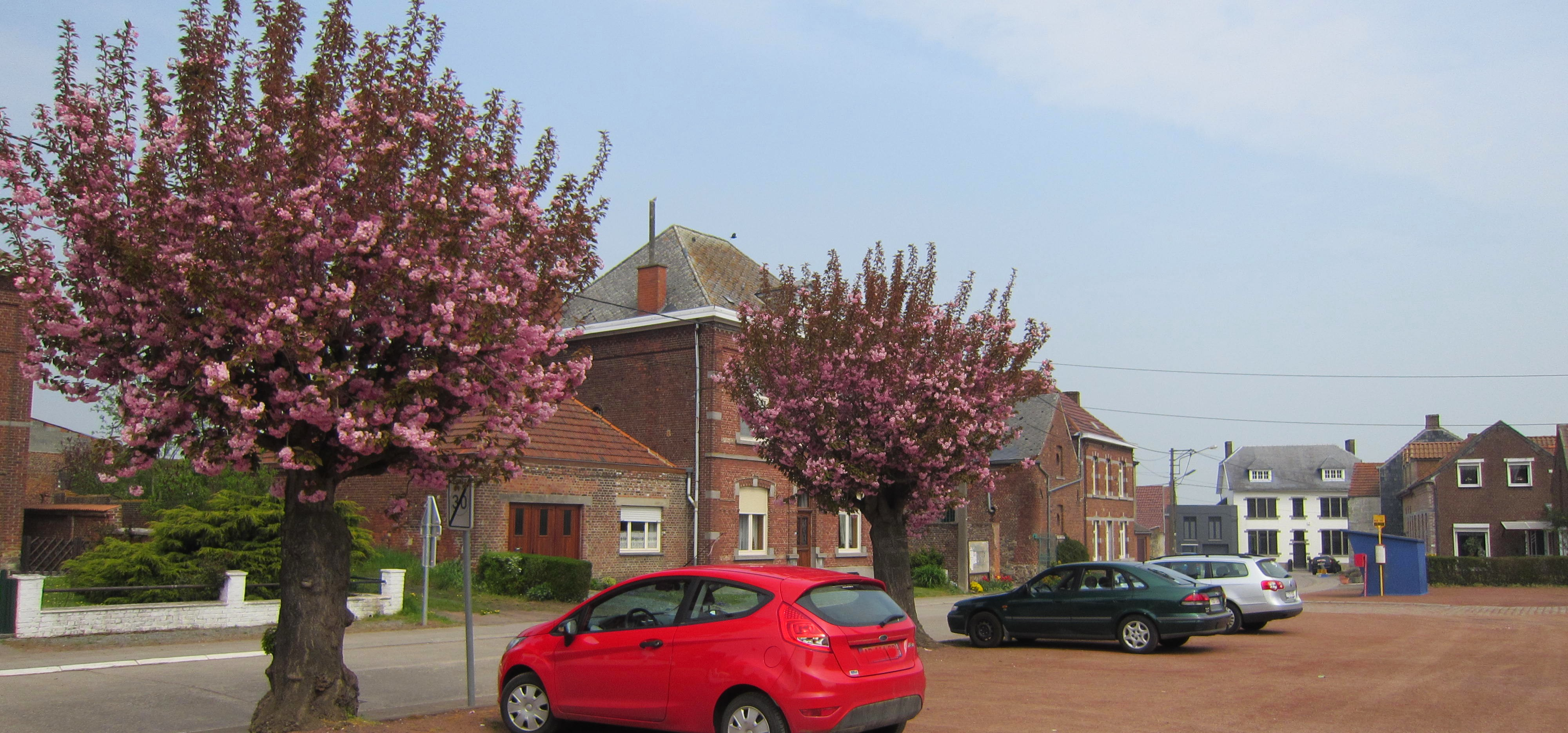
La place.
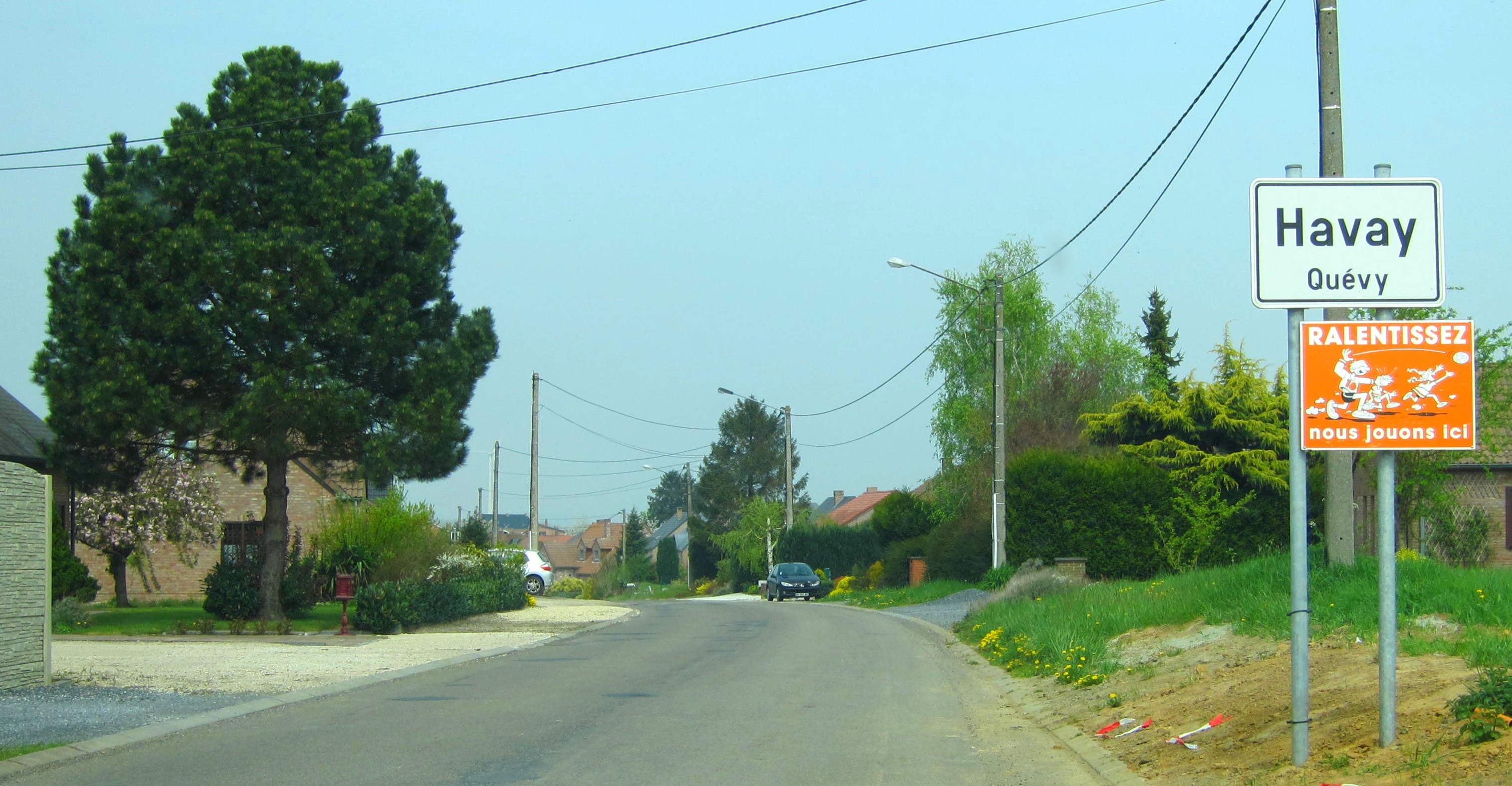
L'entrée.

## Personnalités nées à Havay
- Adolphe Cordier, médecin et auteur.
- Philippe Leuckx, auteur et critique né en 1955.